# Migazzi család

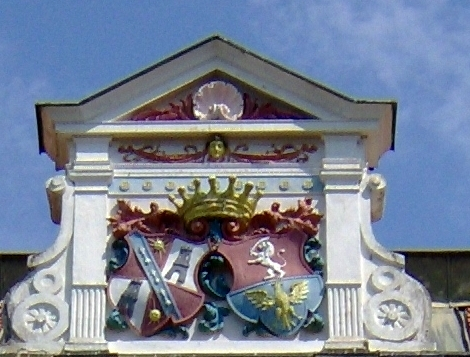
A Migazzi-Ambrózy címer

Migazzi család (Walli és sonnerthurmi, gróf.) - A család eredete Svájcba, Valtelin környékére vezethető vissza, majd később atrienti püspökségben székelt és a tyroli tartomány iktattatott be.

## Története
Az oklevelek alapján visszavezethetően, a család a 15. században Val de Soleben már a "nobiles curiales"-ek közt foglalt helyet. 1578. június 14-én római birodalmi nemességet, 1606-ban lovagi és 1698. július 5-én grófi rangot nyert.
Migazzi Kristóf bécsi bíbornokérseket és a váci püspökség helytartóját, valamint testvérét Gáspárt az 1764-1765. évi országgyűlés 46. törvénycikke által honfiúsíttatták. Kristóf Innsbruckban született 1714. november 23-án, meghalt 1803. április 15-én. Kristóf a papi pályára lépett, teológiai kiképeztetését a római collegium germanicum-hungaricumban nyerte. Tanulmányai befejezése után előbb Brixenben, 1742. Trientben is kanonok volt. 1745-ben auditor.rotae, 1751-ben mechelni érseki koadjutor lett. 1752-1756 között spanyolországi követ volt. 1756-ban váci püspökké nevezték ki, 1761-ben bécsi érsek lett, de a váci püspökséget 1785-ig megtartotta. 1761-ben bíbornokká nevezték ki. Migazzi Kristóf főleg a váci püspökségért tett sokat; húsz évi püspöksége alatt 600 000 forintot ruházott be egyházmegyéjébe. Többek között a püspöki templom, a papnevelő intézet, árvaház örökítették meg nevét, Vác újjáalkotójának nevezték. Kristóf testvérének Gáspárnak utóda Kristóf Rudolf, (1787 † 1850), fia Migazzi Vilmos (1830 † 1896. augusztus 28.) Bars vármegye főispánja (1871-1875) 1848-1849-ben mint császári és királyi vadásztiszt érdemkeresztet kapott, mint főhadnagy 1850-ben odahagyva a katonaságot, atyja halála után átvette a terjedelmes aranyos-maróti hitbizományi birtokokat. Politikai pályáját az 1861. évi országgyűlésen kezdte. 1871-ben a vármegye főispáni székét foglalta el, melyben méltóságában 1875-ig pártkülönbség nélkül a legnagyobb elismerést és vármegyéjének köztiszteletét vívta ki. Közgazdasági téren is jelentékeny munkásságot fejtett ki, mint a halászati egylet elnöke s a főrendiház közgazdasági bizottságának tagja. 1858-ban császári királyi kamarássá nevezték ki, 1878-ban a Szent István-rend kis keresztjét nyerte, 1889-ben pedig valóságos belső titkos tanácsos lett. Vele kihalt a Migazzi család.
Legidősebb leánya Irma, (férje Erdődy Imre gróf) lett az aranyosmaróti hitbizomány haszonélvezője.

## A család címere
- Címer: Fekete és ezüstben négyelt paizsra, három, haránt helyzetű, aranyliliommal rakott, kék haránt pólya van illesztve, 1. A haránt pólya felett, 4. a haránt pólya alatt aranynap. 2. és 3. ormozott torony, két ablakkal és nyitott kapuval. Három sisak.
- Sisakdíszek: I. (középső) kinövő koronás kék sas, fekete szárnyakkal. Takaró: feketeezüst-kékarany. II. Sugaras aranynap. Takaró: feketeezüst. III. Fekete torony. Takaró: feketearany.

## A család egyes tagjai
A család leszármazását az 1251-ben élt Migazzi Humbertig vezetik vissza, kitől aztán a leszármazás megszakítás nélkül követhető:
- Migazzi Julián nemest 1578. június 14-én II. Rudolf császár erősítette meg római birodalmi nemességében.
- Migazzi Justinianus és testvére Migazzi János-Gáspár 1606. március 21-én II. Ferdinánd által emeltetett lovagi rendre.
- Migazzi Vince báró (?) ausztriai királyi kormány tanácsos 1698. július 5-én az ausztriai örökös tartományra nézve emeltetett grófságra.